# Rhäzüns
Rhäzüns (rétorománsky Razén) je obec ve švýcarském kantonu Graubünden, okresu Imboden. Nachází se v údolí Zadního Rýna, asi 12 kilometrů jihozápadně od kantonálního hlavního města Churu, v nadmořské výšce 657 metrů. Má přibližně 1 600 obyvatel.

## Geografie

Letecký pohled na Rhäzüns v údolí Rýna (1957)

Obec leží v údolí Zadního Rýna, před jeho soutokem s Předním Rýnem. Nadmořská výška katastru obce osciluje mezi 593 m (na břehu Rýna) a 1 998 m (hřeben Sarner Alp).

## Historie
Rhäzüns je poprvé zmiňován v dokumentu z roku 840 jako Raezunne. Rhäzüns původně tvořil farnost se sousedním Bonaduzem a farním kostelem byl kostel sv. Jiří. V letech 1529–1667 byly obě farnosti postupně odděleny. Od založení Horní neboli Šedé konfederace v roce 1424 tvořil Rhäzüns dvůr s obcemi Bonaduz, Domat/Ems a Felsberg. Po roce 1497 připadla obec Habsburkům ze Zollernu výměnou za stejnojmenné panství Haigerloch, ale zůstala součástí Tří konfederací. Nový panovník Maxmilián I. Habsburský a jeho nástupci zpočátku dávali panství do zástavy různým místním rodům, jako byli Marmelové, Plantové, Stampové nebo Traverové. Od roku 1696 bylo panství spravováno přímo Habsburky. Po Vídeňském kongresu se Rhäzüns v roce 1819 definitivně stal součástí kantonu Graubünden.
Dnešní farní kostel Nossadunna (Narození Panny Marie) byl postaven v roce 1702 za přispění pána Rhäzünsu, německého císaře Leopolda I. Kostel byl postaven na místě prvního kostela v Rhäzünsu. Minerální pramen se komerčně využívá od roku 1850 a dal jméno minerální vodě Rhäzünser.

## Obyvatelstvo

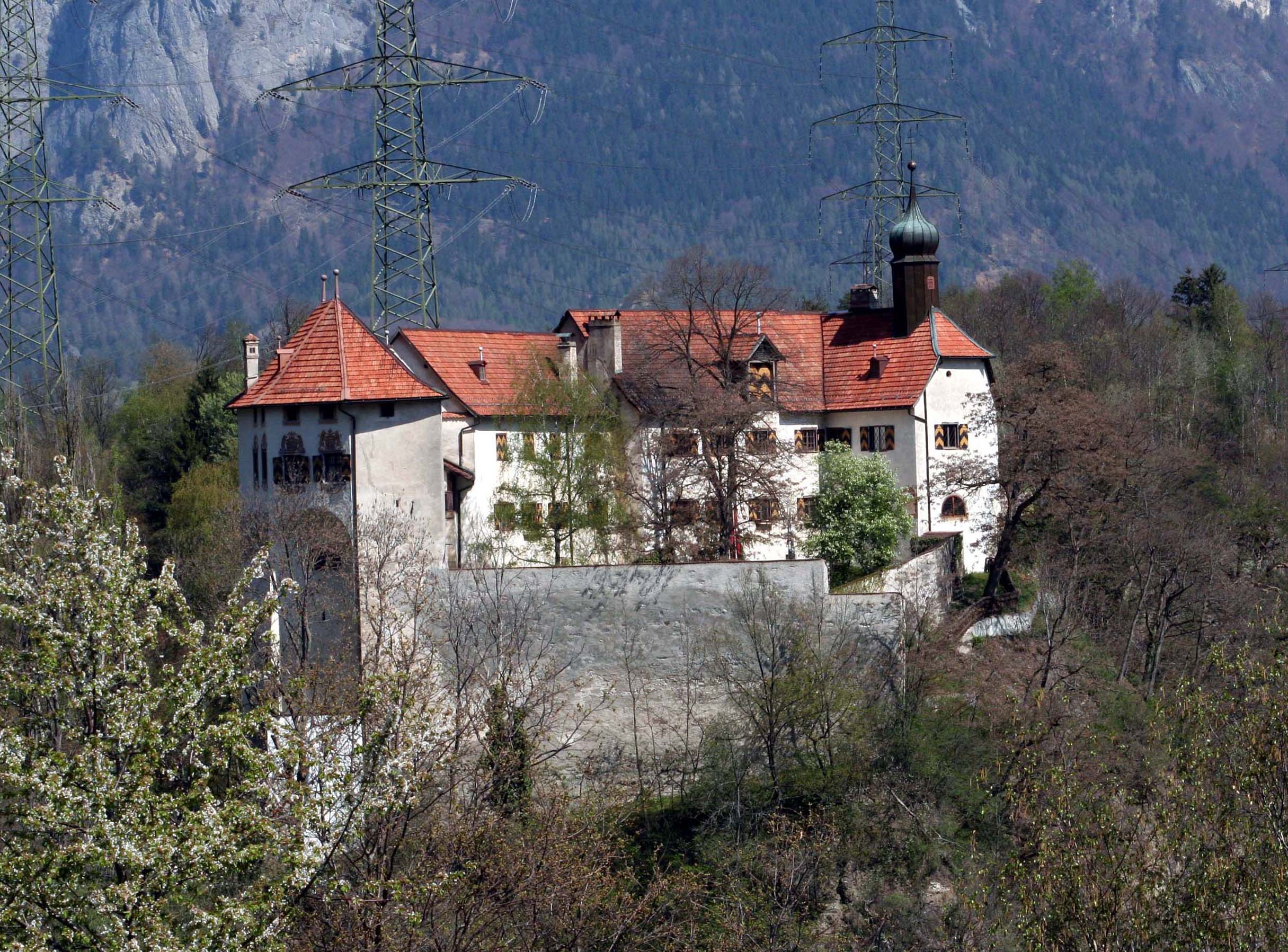
Zámek Rhäzüns

| Rok            | 1850 | 1900 | 1950 | 1980 | 1990  | 2000  | 2005  | 2010  | 2012  | 2014  | 2019  |
| Počet obyvatel | 508  | 495  | 774  | 958  | 1 018 | 1 201 | 1 220 | 1 300 | 1 344 | 1 371 | 1 557 |

### Jazyky
Až do poloviny 19. století mluvili všichni obyvatelé graubündenským dialektem němčiny. Ačkoli se jednalo o tzv. středohornoněmecký dialekt, tradičně se ve všech obcích okresu Imboden používala jako spisovný jazyk rétorománština (dialekt sursilvan). V tomto ohledu se Rhäzüns podobal obcím Bergün a Filisur, kde se také používalo nebo používá středohornoněmecké nářečí, ale jako spisovný jazyk se používala rétorománština v hornoengadinském dialektu putér (tam, historicky vzato, hlavně z náboženských důvodů).
Navzdory neustálému nárůstu němčiny zůstala rétorománština většinovým jazykem až do roku 1970. Tento podíl však klesl z 96 % v roce 1880 na 82 % v roce 1910, 76 % v roce 1941 a 52 % v roce 1970 (tj. 466 osob). V 70. letech 20. století došlo k jazykovému posunu směrem k němčině, která se stává stále dominantnější. Vývoj v posledních desetiletích ukazuje následující tabulka:
| Jazyky v Rhäzüns |                   |                   |                   |                   |                   |                   |
| Jazyk            | Sčítání lidu 1980 | Sčítání lidu 1980 | Sčítání lidu 1990 | Sčítání lidu 1990 | Sčítání lidu 2000 | Sčítání lidu 2000 |
| Jazyk            | Počet             | Podíl             | Počet             | Podíl             | Počet             | Podíl             |
| Němčina          | 486               | 50,73 %           | 736               | 72,30 %           | 953               | 79,35 %           |
| Rétorománština   | 369               | 38,52 %           | 374               | 36,74 %           | 121               | 10,07 %           |
| Italština        | 82                | 8,56 %            | 48                | 4,72 %            | 40                | 3,33 %            |
| Počet obyvatel   | 958               | 100 %             | 1 018             | 100 %             | 1 201             | 100 %             |

## Doprava

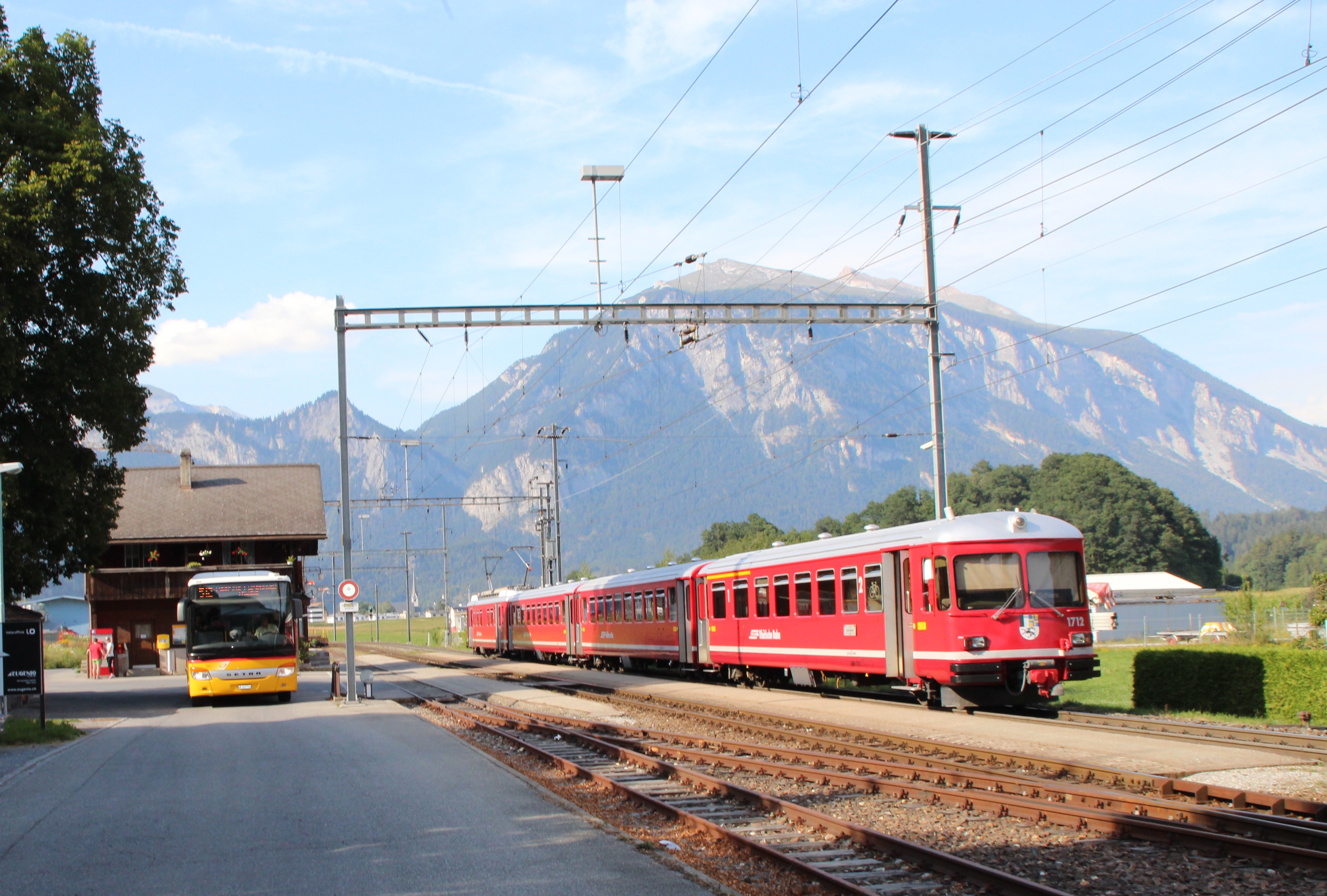
Železniční stanice Rhäzüns

Obec leží na kantonální hlavní silnici č. 13. V její bezprostřední blízkosti vede také dálnice A13 v trase St. Margrethen – Chur – Bellinzona. Železniční stanice Rhäzüns se nachází na trati Landquart–Thusis, na niž dále navazuje Albulská dráha překonávající stejnojmenné pohoří a končící ve Svatém Mořici.

## Osobnosti
- Georg Otto von Toggenburg (1810–1888), rakouský politik švýcarského původu, pocházel z Rhäzüns